# リー・スモーリン
リー・スモーリン（英: Lee Smolin、1955年6月6日 - ）は、アメリカの理論物理学者、ペリメーター理論物理研究所教員、ウォータールー大学の物理学教授、トロント大学の哲学部の大学院教授のメンバー。2006年に出版した『迷走する物理学』の中で弦理論を批判した。彼は量子重力理論、特にループ量子重力理論として知られるアプローチに貢献した。ループ量子重力理論と弦理論、の2つの主なアプローチは、同じ基礎理論の異なる側面として調和できると主張する。彼の研究分野には、宇宙論、素粒子論、量子力学の基礎、数理生物学などがある。

## 若い頃
スモーリンはニューヨーク市で生まれた。 彼の弟である David M.Smolinは、アラバマ州バーミングハムのCumberland法律学校の教授に就任した。

## キャリア
スモーリンはオハイオ州シンシナティのウォルナットヒルズ高校を中退し、  ハンプシャー大学で教育を受けた。 1979年ハーバード大学にて理論物理学の博士号を取得。ニュージャージー州プリンストン高等研究所 、 サンタバーバラのカブリ理論物理研究所、シカゴ大学で博士研究員を務めた。その後イェール大学、シラキュース大学、 ペンシルバニア州立大学の教員になった。1995年に高等研究所で客員研究員。インペリアル・カレッジ・ロンドン客員教授(1999年〜2001年)。2001年にカナダ・ペリメータ理論物理研究所の創立教員の1人になった。

## 理論と業績

### ループ量子重力理論
スモーリンは、Ted Jacobson、カルロ・ロヴェッリ、Louis Crane、Abhay Ashtekarなどとの共同研究でループ量子重力理論（LQG）に貢献した。 LQGは、ゲージ場理論の言語における一般相対性理論の再定式化を利用する一般相対性理論と量子力学の統一へのアプローチであり、粒子物理学の技法、特にループのダイナミクス。 ロヴェッリは、領域と体積の離散性を発見し、スピンネットワークの観点から量子ジオメトリーの離散的な記述の点で自然な表現を発見しました。近年彼は、時空間対称性の実験的試験のための示唆を発展させるとともに、素粒子およびそれらの相互作用が時空間ジオメトリから出現する可能性を調べることによってLQGを現象論に結びつけることに焦点を当てている。

### 弦理論に対する背景独立性のアプローチ
1999年から2002年の間、スモーリンは古典的な背景時空間モデルを含む近似的な記述に依存しない弦理論の基本的な定式化を提供するいくつかの提案を行った。

### 量子重力の実験的検証
スモーリンは、高エネルギー天体物理現象の観測で検出された特殊相対性理論の修正を探索することによって、量子重力の影響を実験的に調べることを提案した理論家の一人である。これらには、非常に高いエネルギーの宇宙線、ガンマ線バーストからの光子とニュートリノが含まれる。スモーリンの貢献の中にはジョアオ・マゲイジョとの二重特殊相対性理論(ジョバンニ・アメリノ=カメリアのものとは別物)、Relative locality（Amelino-Camelia、Laurent Freidel とJerzy Kowalski-Glikman)がある。

### 基礎量子力学
スモーリンは、個人の量子現象を正確に記述する非局所的決定理論である隠れ変数理論の一連の提案について、1980年代の初めから取り組んでいた。近年彼は、時間の現実性について彼の研究によって示唆された量子力学の解釈に対する2つの新しいアプローチを開拓した。これは、現実のアンサンブル解釈と優先順位の原則と呼ばれている。

### 宇宙論的自然選択
スモーリンの宇宙論的自然選択仮説は、宇宙を産む宇宙論とも呼ばれ、生物的自然選択に類似したプロセスが最も大規模に適用されることを示唆している。スモーリンは1992年にそのアイデアを発表し、『The Life of the Cosmos.1997年』(邦訳:宇宙は自ら進化した―ダーウィンから量子重力理論へ,日本放送出版協会,2000年)として出版した。
ブラックホールは自然選択に重要な役割を果たす。fecund理論では、崩壊するブラックホールは、基本的な定数パラメータ（基本粒子の質量、プランク定数、電気素量など）がこの宇宙のものとわずかに異なるかもしれない「反対側」に新しい宇宙の出現を引き起こす。それゆえ、各宇宙はブラックホールを持つほど多くの新しい宇宙を生み出す。この理論は、宇宙の「生殖」と「突然変異」の進化的アイデアを含んでおり、したがって、集団生物学のモデルに類似している。